# Faustino Assumpção Filho
Faustino Antônio Assumpção Filho (Abaeté, 1866-1956), mais conhecido como Coronel Tininho, foi um dos líderes da emancipação política de Bom Despacho. Em 1912, assumiu a presidência da Câmara Municipal e é considerado o primeiro prefeito da cidade.

## Origem Familiar
Filho do comerciante Faustino Antônio d'Assumpção e Anna Roza d'Assumpção, nasceu em 14 de fevereiro de 1866, na cidade de Abaeté.

## Vida
Cel. Tininho estudou em sua cidade natal e em Bom Despacho. Casou-se por três vezes. O primeiro casamento foi com Juventina França, com que teve Vicente Assumpção, seu primogênito. Seu segundo matrimônio foi com Maria Cardoso Lopez, com quem teve, Ana Cardoso Assumpção, Zilda Assumpção. O terceiro e último casamento do Cel. Tininho foi com Anna Theodora de Mesquita Costa, com que teve mais seis filhos. Era proprietário de comércio, herdou de seu pai o primeiro estabelecimento comercial da cidade, a Casa Assumpção, famosa por vender um pouco de tudo. Faustino também era dono de uma fazenda na região. Juntamente com seu irmão, vendeu a loja para dois sobrinhos. Segundo relatos, Cel.Tininho foi um homem trabalhador e grande líder da emancipação de Bom Despacho. Participou da criação das Obras Vicentinas e da Irmandade e do Hospital da Santa Casa. Era Coronel-Comandante da 83ª Brigada de Cavalaria da Guarda Nacional, instituição imperial que auxiliava o exército em tempos de guerra e preservava a manutenção da ordem no interior do país. Por isso Faustino era conhecido como Coronel.. 
Incentivado pelo famoso Padre Nicolau, vigário da Paróquia, Faustino Antônio Assumpção Filho enfrentou três dias de viagem para chegar a capital de Minas, onde permaneceu por quase um mês a atormentar políticos e governantes pela independência de Bom Despacho. Regressou triunfante a mais nova cidade que, a partir de uma lei editada pelo governo estadual, tornava-se autônoma.

## Mandato
Após a emancipação da cidade, Faustino Assumpção foi eleito presidente da Câmara Municipal, cargo que ocupou de 1912 a 1915.
Nesta época o Presidente da Câmara exercia função de administrador, como um Prefeito, uma vez que este cargo só foi criado com a Constituição de 1946. No entanto, o Cel. Tininho já tinha uma trajetória política na Câmara de Santo Antônio do Monte, onde atuou como vereador desde o final do século XIX. Nesta, ele conseguiu reivindicar variadas melhorias para o arraial de Bom Despacho. Durante seu governo, realizou algumas obras na cidade, entre elas: a abertura da Avenida São Vicente, a construção do primeiro sistema de captação de água e instalação de chafarizes em alguns locais do município, como no Largo do São Pedro, atual Praça Altino Teodoro. Cel. Tininho também iniciou a edificação do Paço Municipal, onde hoje localiza-se o Fórum Hudson Gouthier. Aprovou várias leis elaboradas nesse período inicial da cidade emancipada, entre elas, a Lei n. 7 que o autorizou a contrair empréstimos para a construção dos prédios da Câmara Municipal e do Grupo Escolar. Em 1914, solicitou ao Estado a solução dos problemas de água, esgoto e luz elétrica.
Em 1920, Faustino Assumpção mudou-se para Belo Horizonte, onde foi um dos fundadores e também tesoureiro do Banco Comércio e Indústria de Minas Gerais. Foi ainda membro do Conselho Fiscal da Companhia Industrial de Belo Horizonte e da Companhia de Seguros Minas Brasil. Desde de então, o famoso Cel. Tininho viveu na capital até a data de seu falecimento, em 1956.

## Premiações e honrarias
Bom Despacho tem uma rua denominada Cel. Tininho, em homenagem ao homem que esteve a frente da emancipação política da cidade.